# USS Allen M. Sumner (DD-692)
USS Allen M. Sumner (DD-692) là chiếc dẫn đầu của lớp tàu khu trục mang tên nó được Hải quân Hoa Kỳ chế tạo trong Chiến tranh Thế giới thứ hai. Nó là chiếc tàu chiến duy nhất của Hải quân Mỹ được đặt theo tên Đại úy Allen Melancthon Sumner (1882-1918), một sĩ quan Thủy quân Lục chiến tử trận trong Chiến tranh Thế giới thứ nhất. Nó đã hoạt động cho đến hết Thế Chiến II, và tiếp tục phục vụ sau đó trong Chiến tranh Triều Tiên và Chiến tranh Việt Nam cho đến khi xuất biên chế năm 1973, và bị bán để tháo dỡ năm 1974. Allen M. Sumner được tặng thưởng hai Ngôi sao Chiến trận do thành tích phục vụ trong Thế Chiến II, một Ngôi sao Chiến trận khi phục vụ tại Triều Tiên, và thêm hai Ngôi sao Chiến trận khác trong Chiến tranh Việt Nam.

## Thiết kế và chế tạo
Allen M. Sumner được đặt lườn tại xưởng tàu của hãng Federal Shipbuilding and Drydock Company ở Kearny, New Jersey vào ngày 7 tháng 7 năm 1943. Nó được hạ thủy vào ngày 15 tháng 12 năm 1943; được đỡ đầu bởi bà Allen M. Sumner, vợ góa Đại úy Sumner, và nhập biên chế tại Xưởng hải quân New York vào ngày 26 tháng 1 năm 1944 dưới quyền chỉ huy của Trung tá Hải quân Norman J. Sampson.

## Lịch sử hoạt động

### 1944
Allen M. Sumner được trang bị tại Xưởng hải quân New York cho đến ngày 3 tháng 3 năm 1944, khi nó lên đường chạy thử máy và huấn luyện tại vùng biển Bermuda, rồi quay trở về New York vào ngày 8 tháng 4 để đại tu sau thử máy. Công việc hoàn tất vào ngày 3 tháng 5, và con tàu rời New York để đi Norfolk, Virginia, đến nơi vào ngày hôm sau, và bắt đầu làm nhiệm vụ huấn luyện thủy thủ đoàn tàu khu trục trong hai tháng. Nó đi lên phía Bắc vào ngày 5 tháng 7, quay trở lại Xưởng hải quân New York vào ngày hôm sau, và được sửa chữa trong năm tuần. Nó ra khơi vào ngày 12 tháng 8 để hướng sang Mặt trận Thái Bình Dương, thực hành chống tàu ngầm và phòng không trên đường đi, ghé qua Norfolk trước khi băng qua kênh đào Panama vào ngày 29 tháng 8. Nó ghé qua đêm 7-8 tháng 9 tại San Diego, California trước khi tiếp tục hành trình đi sang quần đảo Hawaii, đi đến Trân Châu Cảng vào ngày 14 tháng 9, bắt đầu năm tuần lễ huấn luyện tại khu vực quần đảo Hawaii.

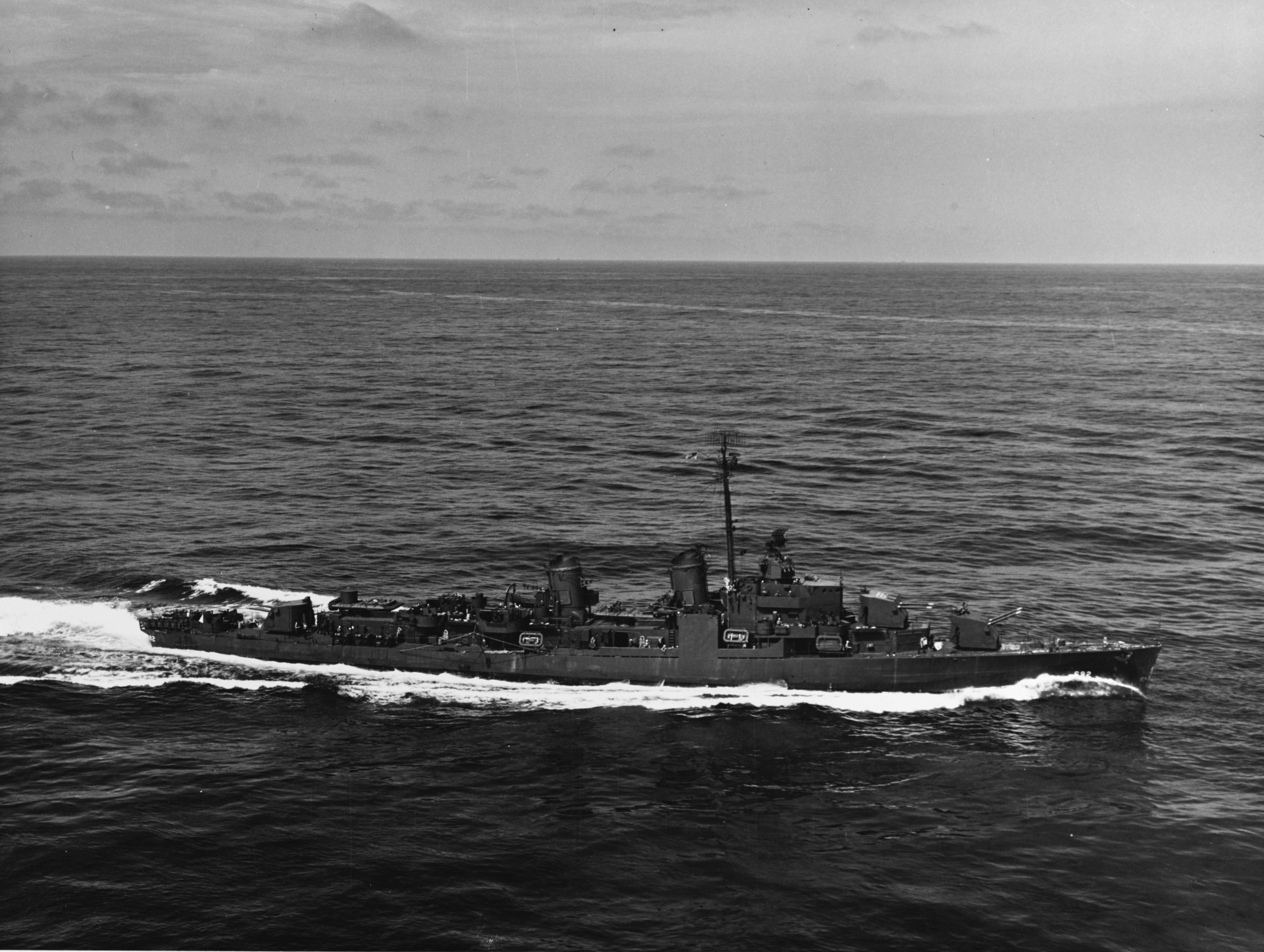
Allen M. Sumner tại Đại Tây Dương, 26 tháng 3 năm 1944.

Thời gian dừng chân tại Hawaii kết thúc vào ngày 23 tháng 10, khi Allen M. Sumner rời Trân Châu Cảng cùng thiết giáp hạm North Carolina (BB-55) để làm nhiệm vụ tại khu vực Tây Thái Bình Dương cùng lực lượng đặc nhiệm tàu sân bay nhanh. Đi ngang qua Eniwetok, chiếc tàu khu trục tiến vào vũng biển Ulithi vào ngày 5 tháng 11, ở lại đây cho đến ngày 19 tháng 11, khi nó rời đảo san hô để gia nhập Đội đặc nhiệm 38.4 ngoài biển khơi. Sau khi gặp gỡ các tàu sân bay, nó hộ tống chúng đến vùng biển gần đảo Yap, nơi lực lượng tàu sân bay tung ra cuộc không kích vào ngày 22 tháng 11, trước khi quay trở lại Ulithi cùng ngày hôm đó. Nó ở lại đây trong năm ngày trước khi lại trở ra khơi, hướng đến Leyte và gia nhập Đệ Thất hạm đội cho chiến dịch đổ bộ tiếp theo lên Philippines. Nó đi đến vịnh San Pedro vào ngày 29 tháng 11, và bắt đầu tuần tra trong vịnh Leyte.
Nhiệm vụ này, được đánh dấu bởi những cuộc báo động phòng không bởi máy bay đối phương, kéo dài cho đến chiều tối ngày 2 tháng 12, khi Allen M. Sumner cùng với Moale (DD-693) và Cooper (DD-695) lên đường hướng đến vịnh Ormoc. Báo cáo của máy bay trinh sát Hoa Kỳ ngày hôm đó cho biết một đoàn tàu vận tải lực lượng tăng viện đối phương sẽ tiến vào vịnh đêm đó, nên ba chiếc tàu khu trục được huy động để tiêu diệt chúng. Đến 23 giờ 00 đêm hôm đó, Allen M. Sumner chịu đựng đợt không kích đầu tiên trong chiến tranh, khi một chiếc Mitsubishi Ki-46 "Dinah", một kiểu máy bay trinh sát hai động cơ bay nhanh, ném một quả bom suýt trúng chiếc tàu khu trục, chỉ cách mũi tàu 30 yd (27 m) bên mạn phải. Mảnh bom đã xuyên thủng lổ chổ mạn tàu và gây ra một đám cháy, cũng như làm bị thương một sĩ quan và mười hai thủy thủ.
Đến nữa đêm, ba chiếc tàu khu trục bắt được trên màn hình radar hai tàu khu trục Nhật Bản, sau này được xác định là Kuwa và Take. Mười phút sau khi trận đụng độ nổ ra, Kuwa trở thành nạn nhân của hỏa lực phối hợp của hai tàu Hoa Kỳ, xác tàu đắm và cháy bùng bắt đầu chìm. Tuy nhiên ngư lôi phóng từ Take đã đánh trúng Cooper phía giữa tàu, khiến tàu khu trục Mỹ vỡ làm đôi và chìm hầu như ngay lập tức. Không đến một nữa số thành viên thủy thủ đoàn của Cooper thoát được ra khỏi tàu; hầu hết trong số họ sau này được cứu vớt, không phải từ các tàu đồng đội, mà bởi các thủy phi cơ PBY Catalina vào chiều ngày hôm sau. Allen M. Sumner và Moale còn đang chịu đựng hỏa lực pháo bờ biển và các đợt không kích liên tiếp, nên việc dừng lại để cứu vớt đồng đội trở thành một mục tiêu dễ dàng cho đối phương. Đến khoảng 01 giờ 45 ngày 3 tháng 12, hai tàu khu trục Mỹ còn lại rút lui khỏi vịnh Ormoc hướng đến vịnh San Pedro.
Allen M. Sumner trải qua chín ngày tiếp theo tại vịnh San Pedro để bảo trì và sửa chữa những hư hại nhẹ mắc phải trong cuộc chiến đấu tại vịnh Ormoc. Cho dù khu vực này chịu đựng những cuộc không kích lẻ tẻ của đối phương trong suốt thời gian đó, chiếc tàu khu trục chỉ ghi nhận một lần bị máy bay đối phương tiếp cận ở cách xa 9.000 yd (8.200 m) vào ngày 6 tháng 12. Nó rời vịnh San Pedro vào ngày 12 tháng 12 để gia nhập Đội đặc nhiệm 78.3, bao gồm lực lượng tấn công Mindoro dưới quyền Chuẩn đô đốc Arthur D. Struble và tham gia cuộc đổ bộ lên đảo Mindoro. Cho dù bị đối phương không kích trên đường đi, nó không bị hư hại, và ba ngày sau đó đã cùng đội hỗ trợ hỏa lực tiếp cận mục tiêu để bắn phá chuẩn bị. Cuộc đổ bộ diễn ra suôn sẻ vì đối phương trên bờ kháng cự yếu ớt; và Allen M. Sumner đã hợp sức cùng Moale và tàu khu trục Ingraham (DD-694) bắn rơi một máy bay ném bom hạng nhẹ đối phương. Nó lên đường quay trở về Leyte vào ngày hôm sau, đến nơi vào ngày 18 tháng 12, và từ ngày 26 đến ngày 29 tháng 12 đã hộ tống một đoàn tàu vận tải tiếp liệu cho chuyến đi khứ hồi từ vịnh San Pedro đến Mindoro.

### 1945
Vào ngày 2 tháng 1, 1945, Allen M. Sumner khởi hành từ vịnh San Pedro để tham gia cuộc đổ bộ lên vịnh Lingayen, trong thành phần hộ tống cho các thiết giáp hạm và tàu tuần dương của Đội Bắn phá và Hỗ trợ hỏa lực (Đội đặc nhiệm 77.2) dưới quyền Phó đô đốc Jesse B. Oldendorf. Vào sáng sớm ngày 6 tháng 1, nó tiến vào vịnh Lingayen hỗ trợ các hoạt động quét mìn, và đến giữa trưa đã bị những máy bay tấn công cảm tử Kamikaze không kích. Chiếc đầu tiên rút lui khi phải đối đầu với màn hỏa lực phòng không dày đặc, nhưng chiếc thứ nhì lượn lờ bên ngoài tầm bắn để làm mồi nhữ thu hút sự chú ý khỏi kẻ tấn công thứ ba. Chiếc này hướng đến từ phía mặt trời và bổ nhào xuống phía mũi Allen M. Sumner bên mạn trái, đâm trúng con tàu gần ống khói phía sau và dàn ống phóng ngư lôi phía sau. Con tàu bị hư hại đáng kể và phải rút lui về thành phần chủ lực của Đội đặc nhiệm 77.2; nó chịu đựng 14 người tử trận và 19 người khác bị thương. Tuy nhiên con tàu tiếp tục hoạt động cùng đơn vị, và hỗ trợ cho cuộc đổ bộ lên vịnh Lingayen cho đến ngày 14 tháng 1.
Allen M. Sumner bắt đầu một hành trình dài quay trở về Hoa Kỳ để sửa chữa. Nó đi đến đảo Manus thuộc quần đảo Admiralty vào ngày 18 tháng 1 và ở lại đây trong chín ngày, rồi lại cùng tàu sân bay hộ tống Kadashan Bay (CVE-76) lên đường vào ngày 27 tháng 1, đi ngang qua Majuro trước khi đi đến Trân Châu Cảng vào ngày 6 tháng 2. Nó rời Oahu ngay ngày hôm sau và về đến Xưởng hải quân Hunters Point, San Francisco, California vào ngày 13 tháng 2, và bắt đầu được sửa chữa. Công việc trong xưởng tàu hoàn tất vào ngày 10 tháng 4, và nó bắt đầu hoạt động huấn luyện bốn ngày sau đó dọc theo vùng bờ Tây. Con tàu được tách khỏi nhiệm vụ huấn luyện ba tháng sau đó, và rời San Francisco vào ngày 17 tháng 7 để hướng sang khu vực Tây Thái Bình Dương. Nó đi đến Oahu vào ngày 23 tháng 7, và hoạt động huấn luyện ngoài khơi Trân Châu Cảng trong ba tuần.
Allen M. Sumner rời vùng biển Hawaii vào ngày 12 tháng 8 để đi sang vùng chiến sự. Nhận được tin tức về việc Nhật Bản đầu hàng trên đường đi vào ngày 15 tháng 8, nhưng con tàu vẫn tiếp tục hành trình, và sau chặng dừng kéo dài hai ngày tại Eniwetok, nó lại lên đường vào ngày 21 tháng 8, rồi gia nhập Đội đặc nhiệm 38.3 sáu ngày sau đó tại vùng biển ngoài khơi Nhật Bản. Chiếc tàu khu trục đã hoạt động tuần tra trong tuần, ban đầu cùng Đội đặc nhiệm 38.3 và sau đó cùng Đội đặc nhiệm 38.1, trước khi tiến vào vịnh Tokyo vào ngày 16 tháng 9. Nó chỉ lại đây trong sáu ngày trước khi lên đường đi quần đảo Mariana vào ngày 22 tháng 8, đi đến Saipan ba ngày sau đó, rồi lại tiếp tục hành trình để quay trở về Hoa Kỳ. Về đến vùng bờ Tây vào tháng 10, nó quay trở lại nhiệm vụ huấn luyện cho thủy thủ đoàn các tàu khu trục.

### 1946 - 1952
Allen M. Sumner làm nhiệm vụ huấn luyện cho đến tháng 5, 1946, khi nó lên đường đi sang khu vực Trung tâm Thái Bình Dương tham gia Chiến dịch Crossroads, cuộc thử nghiệm bom nguyên tử tại đảo san hô Bikini thuộc quần đảo Marshall. Hoàn tất vai trò này vào cuối mùa Hè, con tàu quay trở lại hoạt động huấn luyện tại vùng bờ Tây. Đến ngày 23 tháng 2, 1947, nó lên đường cho một chuyến đi sang khu vực Viễn Đông, viếng thăm Australia, quần đảo Mariana, Philippines, Trung Quốc và Nhật Bản trước khi quay trở về vùng bờ Tây, và được đại tu.
Nhiệm vụ này kéo dài cho đến đầu năm 1949, Allen M. Sumner khi được điều động sang Hạm đội Đại Tây Dương. Nó băng qua kênh đào Panama vào giữa tháng 4, và đi đến Hampton Roads, Virginia vào ngày 20 tháng 4. Từ năm 1949 đến năm 1953, nó tiến hành các hoạt động thường lệ trong thời bình từ cảng nhà Norfolk, Virginia, chỉ bị gián đoạn bởi một lượt phục vụ cùng Đệ lục Hạm đội tại Địa Trung Hải từ tháng 11, 1950 đến tháng 3, 1951. Trong giai đoạn này, phạm vi hoạt động của nó là dọc theo vùng bờ Đông và vùng biển quần đảo Tây Ấn, trong các nhiệm vụ huấn luyện và thực hành chống tàu ngầm.

### 1953 - 1966
Vào ngày 24 tháng 4, 1953, Allen M. Sumner khởi hành từ Norfolk cho lượt phục vụ duy nhất tại vùng chiến sự trong cuộc Chiến tranh Triều Tiên. Đi theo lối Địa Trung Hải, kênh đào Suez và Ấn Độ Dương, nó đi đến Yokosuka, Nhật Bản vào đầu tháng 6, rồi gia nhập Lực lượng Đặc nhiệm 77 trong biển Nhật Bản mười ngày sau đó. Nó bắt đầu một lượt phục vụ kéo dài hai tháng trong vai trò canh phòng máy bay và hộ tống chống tàu ngầm cho các tàu sân bay, khi lực lượng đặc nhiệm không kích xuống các mục tiêu tại Bắc Triều Tiên. Sau việc đạt được một thỏa thuận ngừng bắn vào ngày 27 tháng 7 giúp kết thúc cuộc xung đột, chiếc tàu khu trục tiếp tục hoạt động cùng Lực lượng Đặc nhiệm 95 trong hoạt động tuần tra ngoài khơi bờ biển Nam Triều Tiên. Sau một chặng dừng ngắn tại Yokosuka, nó lên đường quay trở về Hoa Kỳ qua ngã Thái Bình Dương, vùng bờ Tây và kênh đào Panama. Nó về đến Norfolk vào ngày 27 tháng 10.
Trong tám năm tiếp theo sau, Allen M. Sumner luân phiên những hoạt động thường lệ dọc theo bờ Đông và vùng biển Tây Ấn với bảy lần được biệt phái sang vùng biển Châu Âu. Vào mùa Thu năm 1954 và mùa Hè năm 1955, nó viếng thăm các cảng Bắc Âu và tham gia các cuộc tập trận cùng hải quân các nước Khối NATO. Chuyến đi của nó sang vùng biển Địa Trung Hải vào tháng 7, 1956 lại đúng vào lúc nổ ra cuộc Khủng hoảng kênh đào Suez, do việc Ai Cập quốc hữu hóa kênh đào đã gây ra mâu thuẫn, rồi dẫn đến xung đột giữa Ai Cập với Anh, Pháp và Israel. Chiếc tàu khu trục đã hỗ trợ cho việc di tản công dân Hoa Kỳ khỏi Ai Cập tại cảng Alexandria.
Chuyến đi thứ tư của Allen M. Sumner trong tháng 9 và tháng 10, 1957 đưa nó quay trở lại vùng biển Bắc Âu; và sang tháng 2, 1958, nó lên đường cho một chuyến đi khác sang Địa Trung Hải, kéo dài cho đến tháng 7 năm đó. Trong chuyến đi tiếp theo vào tháng 2, 1959, nó được điều động sang hoạt động độc lập tận vùng biển phía Tây Ấn Độ Dương và vùng vịnh Ba Tư trước khi quay trở về Hoa Kỳ vào ngày 30 tháng 8. Đến tháng 9, 1960, chiếc tàu khu trục lại một lần nữa hoạt động độc lập tại Ấn Độ Dương và vùng vịnh Ba Tư. Sau khi quay trở về Hoa Kỳ vào ngày 19 tháng 4, 1961, chiếc tàu khu trục trải qua một đợt nâng cấp lớn theo Chương trình Hồi sinh và Hiện đại hóa Hạm đội (FRAM: Fleet Rehabilitation and Modernization), bắt đầu từ ngày 17 tháng 5, khi các cảm biến và vũ khí chống tàu ngầm được cải tiến đáng kể.
Allen M. Sumner hoàn tất việc đại tu vào ngày 2 tháng 1, 1962, và tiếp nối những hoạt động thường lệ dọc theo vùng bờ Đông xen kẻ với những chuyến đi sang Địa Trung Hải. Nó phục vụ cùng Đệ Lục hạm đội từ tháng 3 đến tháng 9, 1962, và không lâu sau khi quay trở về Hoa Kỳ, nó tham gia vào vụ Khủng hoảng tên lửa Cuba. Tổng thống John F. Kennedy đã ra lệnh “cô lập” Cuba để đối phó với việc Liên Xô bố trí những tên lửa đạn đạo mang đầu đạn nguyên tử trên hòn đảo ngay sát cạnh Hoa Kỳ, và chiếc tàu khu trục đã tham gia hoạt động phong tỏa này vào tháng 10. Sau khi vụ khủng hoảng kết thúc, nó quay trở lại hoạt động thường lệ ngoài khơi Mayport, Florida, bao gồm việc phục vụ như tàu huấn luyện cho Trường Sonar Hạm đội, kéo dài suốt năm 1963 và sang tận năm 1964.
Allen M. Sumner thực hiện một chuyến đi thực tập ngắn sang Địa Trung Hải cho học viên sĩ quan vào tháng 6 và tháng 7, 1964, rồi tiếp nối những hoạt động thường lệ tại Mayport sau khi quay trở về. Những bất ổn về chính trị tại Cộng hòa Dominica vào mùa Xuân năm 1965 đã khiến con tàu được điều động đến vùng biển này để duy trì trật tự và bảo vệ những quyền lợi của công dân Hoa Kỳ; sau khi hoàn thành nhiệm vụ, nó quay trở về Mayport. Sang tháng 10, nó thực hiện một chuyến đi khác sang Địa Trung Hải, hoạt động phối thuộc cùng Đệ Lục hạm đội trước khi quay trở về Mayport vào ngày 8 tháng 3, 1966. Vào tháng 7, nó hỗ trợ cho hoạt động thu hồi tàu không gian Gemini 10.

### Chiến tranh Việt Nam

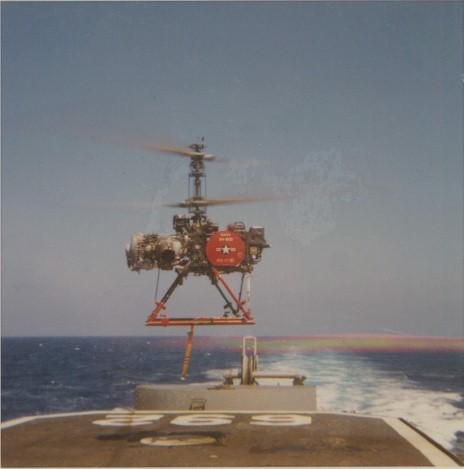
Máy bay trực thăng không người lái chống tàu ngầm Aerodyne QH-50 DASH trên sàn đáp của Allen M. Sumner, 1969.

Allen M. Sumner khởi hành từ Mayport vào ngày 7 tháng 2, 1967 cho đợt phục vụ duy nhất của nó trong Chiến tranh Việt Nam. Đi ngang qua kênh đào Panama và Trân Châu Cảng, nó đi đến Yokosuka, Nhật Bản vào ngày 14 tháng 3, rồi lên đường bốn ngày sau đó hướng sang vùng biển Việt Nam. Trong lượt hoạt động đầu tiên trong vịnh Bắc Bộ, nó hộ tống bảo vệ cho Long Beach (CGN-9), khi chiếc tàu tuần dương động cơ nguyên tử mang tên lửa điều khiển này đảm nhiệm vai trò nhận diện radar chủ động trong vùng chiến sự. Được thay phiên vào ngày 5 tháng 4, con tàu lại tham gia Chiến dịch Sea Dragon nhằm ngăn chặn việc vận chuyển vũ khí bằng đường biển của đối phương, kéo dài cho đến ngày 11 tháng 4.
Allen M. Sumner sau đó hộ tống cho tàu sân bay Hancock (CVA-19) trong chuyến đi sang Sasebo, Nhật Bản, ở lại Sasebo từ ngày 15 đến ngày 22 tháng 4 trước khi cùng Hancock quay trở lại khu vực vịnh Bắc Bộ. Nó phối hợp cùng tàu tuần dương Australia HMAS Hobart (1939) trong Chiến dịch Seadragon, và sau đó bắn phá bờ biển hỗ trợ cho Chiến dịch Beau Charger, một hoạt động phối hợp đổ bộ đường biển và đường không được tiến hành gần Khu phi quân sự vào cuối tháng 5.
Đến cuối tháng 5, Allen M. Sumner gia nhập trở lại cùng các tàu sân bay nhanh tại Trạm Yankee và hộ tống chúng cho đến ngày 10 tháng 6, khi nó quay trở lại nhiệm vụ Seadragon, hoạt động gần sát bờ biển Việt Nam kéo dài trong 12 ngày. Đến ngày 22 tháng 6, nó rời vùng biển Việt Nam để đi sang cảng Cao Hùng, Đài Loan, nơi nó viếng thăm từ ngày 26 tháng 6 đến ngày 2 tháng 7. Chiếc tàu khu trục tiếp tục viếng thăm Hong Kong từ ngày 7 đến ngày 9 tháng 7 trước khi quay trở lại vùng biển Việt Nam vào ngày 11 tháng 7, bắt đầu một đợt bắn hải pháo hỗ trợ tác chiến kéo dài chín ngày. Nó lên đường vào ngày 20 tháng 7 cho một lượt viếng thăm Căn cứ Hải quân vịnh Subic, Philippines từ ngày 22 đến ngày 28 tháng 7, rồi quay trở lại vùng chiến sự từ ngày 30 tháng 7 đến ngày 1 tháng 8. Nó bắt đầu hành trình để quay trở về Hoa Kỳ, ghé qua Yokosuka, Hawaii và Acapulco thuộc Mexico, băng qua kênh đào Panama vào ngày 7 tháng 9, và về đến Mayport vào ngày 10 tháng 9.

### 1968 - 1973

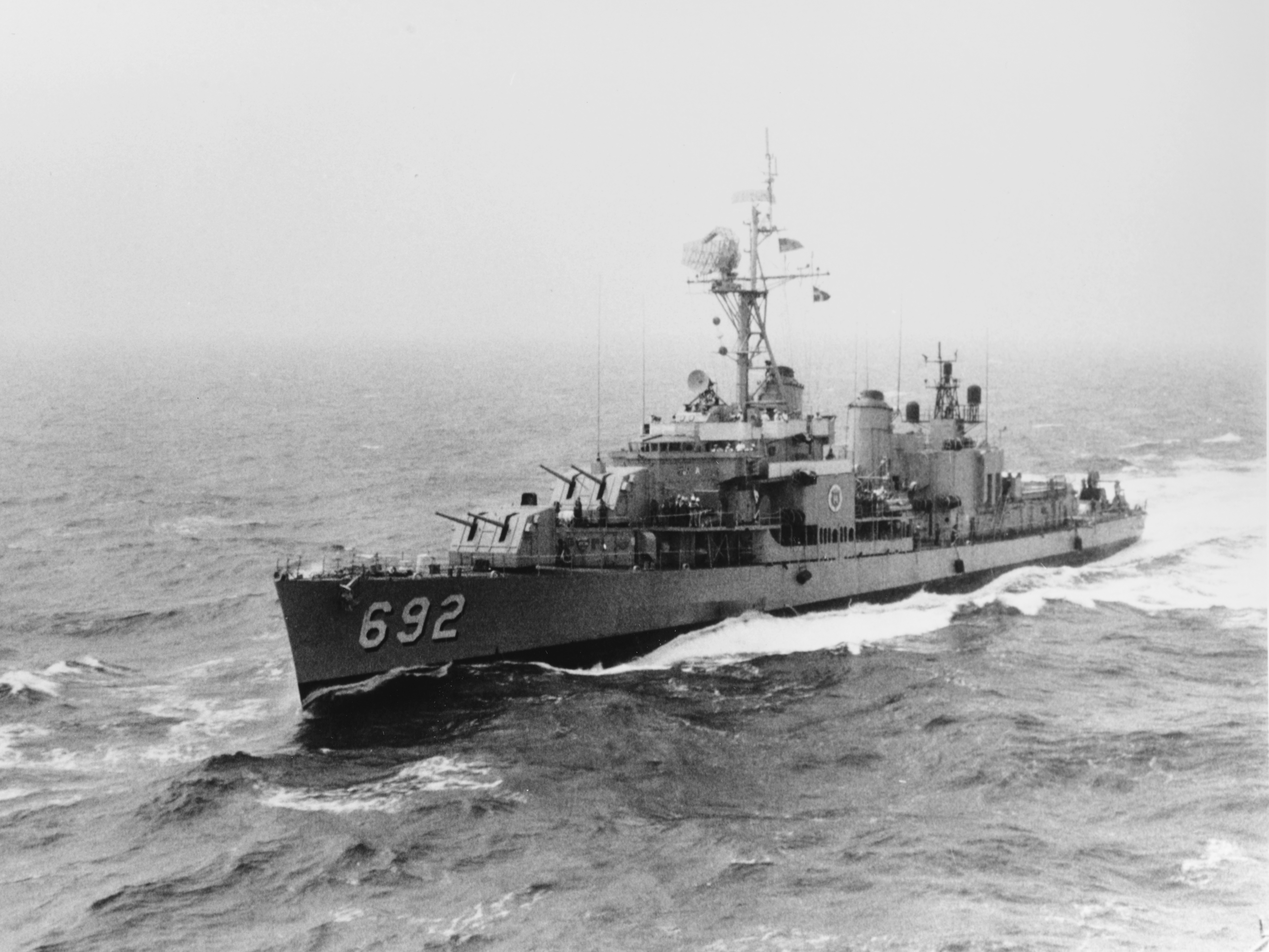
Allen M. Sumner vào năm 1970.

Allen M. Sumner quay trở lại hoạt động thường lệ từ Mayport vào tháng 10. Trong suốt năm 1968, nó thường xuyên hoạt động tại vùng biển Tây Ấn và được hỗ trợ hậu cần từ căn cứ hải quân tại vịnh Guantánamo, Cuba; những hoạt động tương tự được tiếp nối trong những tháng đầu năm 1969. Con tàu khởi hành vào tháng 5 cho một chuyến đi sang Anh, đến các vùng biển Bắc Đại Tây Dương để tham gia cuộc duyệt binh hạm đội các nước thành viên Khối NATO nhân kỷ niệm 20 năm thành lập liên minh quân sự này. Đến ngày 22 tháng 5, nó hướng sang Địa Trung Hải cho một lượt phục vụ thường lệ cùng Đệ Lục hạm đội trước khi quay trở về Mayport vào ngày 10 tháng 10. Sau gần một năm hoạt động thường lệ từ Mayport, nó lên đường cho lượt bố trí cuối cùng sang Địa Trung Hải vào ngày 27 tháng 8, 1970, và quay trở về cảng nhà vào ngày 28 tháng 2, 1971.
Vào ngày 1 tháng 7, 1971, Allen M. Sumner được điều động sang vai trò tàu huấn luyện cho nhân sự thuộc Hải quân Dự bị Hoa Kỳ. Nó chuyển cảng nhà đến Baltimore, Maryland vào giữa tháng 8; và nhiệm vụ này kéo dài cho đến ngày 15 tháng 8, 1973, khi nó được cho xuất chế tại Philadelphia, Pennsylvania, và được rút tên khỏi danh sách Đăng bạ Hải quân cùng ngày hôm đó. Con tàu được bán cho hãng Union Minerals & Alloy Corp. vào ngày 16 tháng 10, 1974 với trị giá 163.132 Đô la Mỹ để được tháo dỡ.

## Phần thưởng
Allen M. Sumner được tặng thưởng hai Ngôi sao Chiến trận do thành tích phục vụ trong Thế Chiến II, một Ngôi sao Chiến trận trong Chiến tranh Triều Tiên, và thêm hai Ngôi sao Chiến trận khác trong Chiến tranh Việt Nam.